# Suho
Kim Jun-myeon (hangul: 김준면; Seúl, 22 de mayo de 1991), más conocido como Suho (수호), es un cantante y actor surcoreano. Fue presentado como líder e integrante de EXO en febrero de 2012, debutando oficialmente en marzo del mismo año.  Inició su carrera como actor en enero de 2014 en el drama Prime Minister and I de KBS2, interpretando a Han Tae-woong. El 19 de febrero de 2020 se convirtió en el cuarto miembro de EXO en debutar como solista.

## Biografía

### 1991-2018: Primeros años e inicios en su carrera

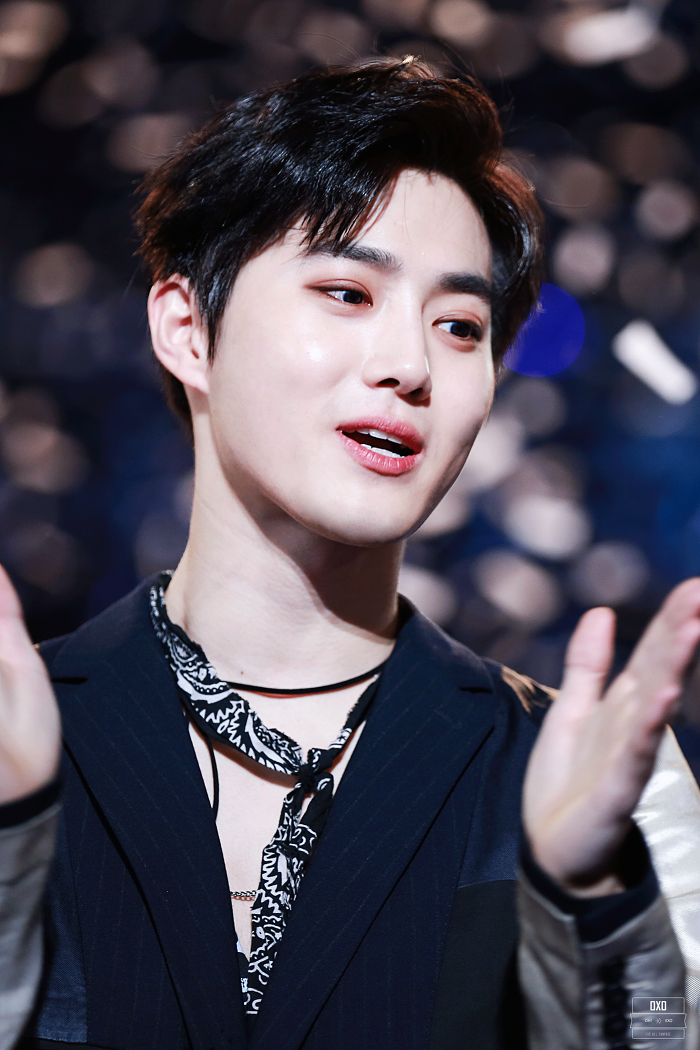
Suho en octubre de 2016.

Suho nació el 22 de mayo de 1991 en Seúl. Su familia está compuesta por su padre, Kim Yong-ha, su madre Choi Tae-ryeon y su hermano mayor, Kim Dong-hyu. Durante su época escolar, fue presidente de su clase y vicepresidente del consejo estudiantil. Además, ocupó el cargo de vicepresidente en la secundaria. Sin embargo, dejó esos roles cuando fue contratado por SM Entertainment. En 2006, se convirtió en aprendiz de SM después de superar una audición exitosamente, cuando fue descubierto por un agente de la empresa.
En julio de 2007, tuvo un cameo en la película de Super Junior, Attack on the Pin-Up Boys. Luego, en 2008, hizo una breve aparición en el vídeo musical de «HaHaHa Song» de TVXQ. En 2009, ingresó a la Universidad Nacional de Artes de Corea, logrando ubicarse en el top 50 de 400 alumnos. Sin embargo, abandonó esta institución en 2011 y prosiguió sus estudios en la Universidad de Kyung Hee.
El 15 de febrero de 2012, fue presentado como miembro de EXO a través de un teaser que se publicó a través del sitio web oficial de EXO. Luego, el 8 de abril, hizo su debut como líder tanto de EXO como del subgrupo EXO-K.
En noviembre de 2013, Suho fue seleccionado para dar voz al personaje de Bernard en la película navideña Saving Santa, compartiendo créditos con Eunji de Apink y Shin Dong-yup. Para la banda sonora de la película, Suho colaboró con Eunji en la grabación de la canción que lleva el mismo nombre que la película. En enero de 2014, se unió al elenco del drama de KBS2, Prime Minister and I, asumiendo el papel de Han Tae-woong. En febrero de ese año, Suho se sumó como presentador al programa Inkigayo de SBS, junto a Baekhyun, Kwanghee y la actriz Lee Yu-bi. En agosto, fue el protagonista del vídeo musical «To Mother» recreado para el programa EXO 90:2014. En noviembre, Suho y Baekhyun se retiraron de Inkigayo para enfocarse completamente en sus actividades con EXO.
En enero de 2015, se confirmó su papel en el musical holográfico School OZ, donde interpretó a Hans. El espectáculo se estrenó el 14 de enero en el teatro de SM Town, situado en el complejo cultural de SM en Samseong-dong, Seúl. En ese mismo mes, se confirmó la participación de Suho en el programa de variedades de KBS, Fluttering India, donde compartió pantalla con Minho, Kim Sung-kyu, Lee Jong-hyun, Kyuhyun y Changmin. Más adelante, en abril, protagonizó junto a sus compañeros de EXO el web drama EXO Next Door, en el que también participó la actriz Moon Ga-young. En ese mismo periodo, SM Entertainment confirmó su papel en la película One Way Trip, que se estrenó en el 20th Busan International Film Festival, llevado a cabo del 1 al 10 de octubre. Finalmente, en diciembre, tuvo una aparición en el vídeo musical de «12:25 (Wish List)» de f(x).
En febrero de 2016, Suho hizo una aparición en el videoclip de la canción «Crossroad» de Jo Kwon. Luego, en junio, participó en el Duet Song Festival de MBC junto a Lee Se-rin, interpretando la canción «What's Wrong». Suho colaboró con Leeteuk, Kassy y el compositor Cho Young-soo en la canción «My Hero», lanzada el 1 de julio como parte de SM Station. En ese mismo mes, lanzó la canción «Beautiful Accident» para la banda sonora de la película del mismo nombre, en colaboración con Chen, su compañero de grupo. En septiembre, participó en el programa Idol Chef King, una competencia que busca descubrir al mejor cocinero en el mundo entre los idols coreanos.

### 2017-presente: Otras actividades y debut como solista

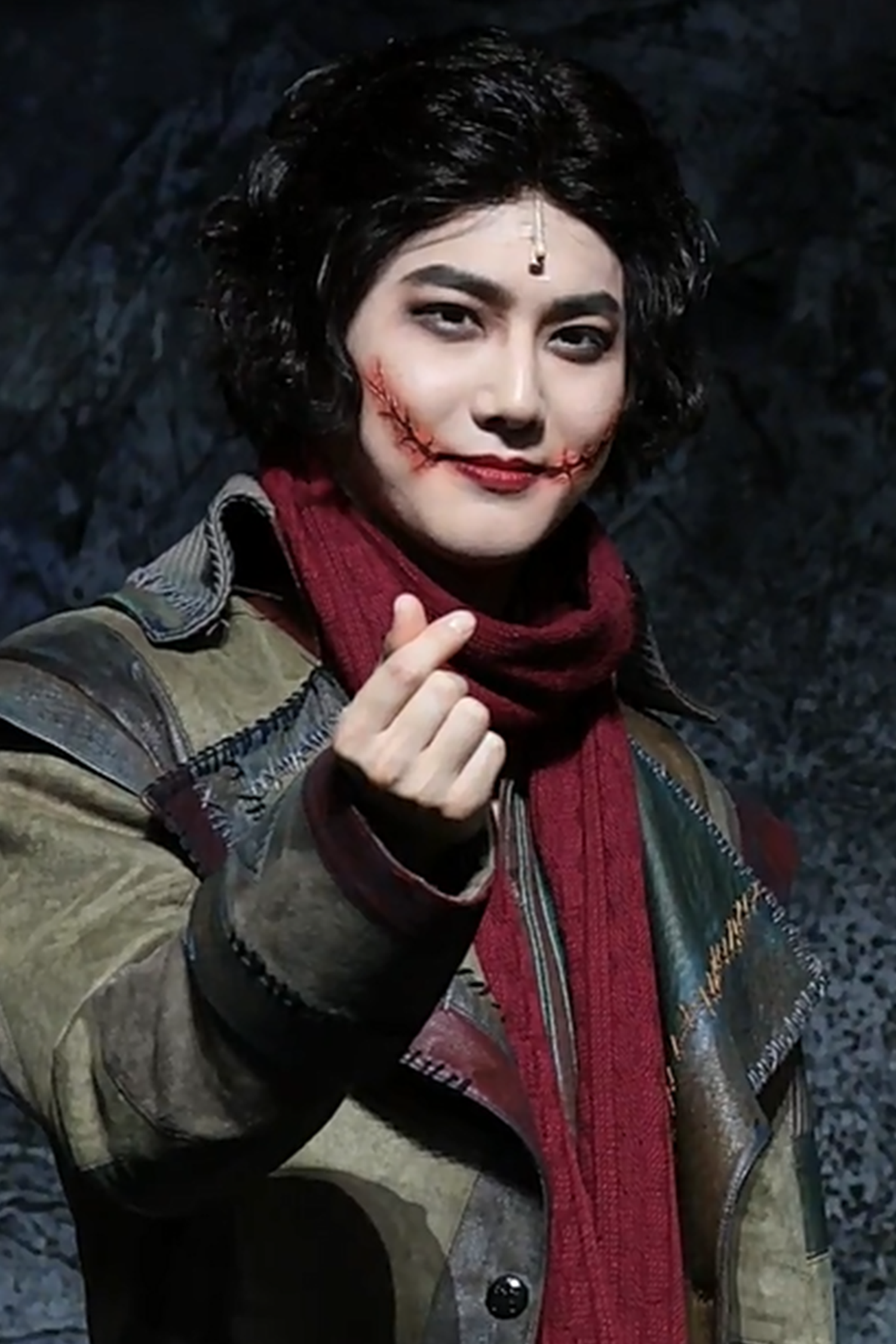
Suho en septiembre de 2018.

En enero de 2017, Suho tuvo el papel principal en el drama de MBC, The Universe's Star, como parte de la trilogía de Three Color Fantasy. Para la banda sonora del drama, lanzó la canción «Starlight», una colaboración con Remi. El 3 de febrero, lanzó un sencillo en colaboración con la pianista de jazz Song Young-joo, titulado «Curtain», siendo la última canción de SM Station 1. En marzo, se anunció que Suho, junto a Xiumin, sería el narrador del documental Korea From Above para Mountain TV. En septiembre de 2017, se confirmó la participación de Suho como protagonista en la película Middle School Girl A, estrenada el 20 de junio de 2018. El 16 de octubre, se anunció que Suho asumiría el papel principal en el musical The Last Kiss desde diciembre de 2017 hasta marzo de 2018, desempeñando el papel del Príncipe Rudolf. En noviembre, SM Entertainment confirmó su participación en la adaptación coreana del drama japonés Rich Man (2012), asumiendo el papel principal que originalmente interpretó Shun Oguri. Su actuación fue muy bien recibida por el público, siendo considerado por muchos como uno de los idols con mayor éxito en su incursión actoral durante la primera mitad de 2018.
En marzo de 2018, Suho colaboró con Jane Jang y lanzó dos canciones tituladas «Do You Have a Moment» y «Dinner». En marzo se confirmó su participación en el musical The Man Who Laughs, donde interpretó a Gwynplaine, un personaje con una cara deformada. La producción estuvo en escena desde el 10 de julio hasta el 26 de agosto en el Seoul Arts Centre's Opera House, y posteriormente del 4 de septiembre al 28 de octubre en el Seoul Bluesquare Interpark Hall. En mayo de 2019, Suho fue nombrado embajador del 13º Festival Internacional de Teatro Musical de Daegu (DIMF). En julio, Suho fue designado como embajador del 7° Festival Internacional de Cine de Animales del Mundo de Suncheon Bay, que se llevó a cabo del 22 al 26 de agosto en Suncheon, Corea del Sur. Durante el festival se proyectaron más de veintiséis películas gratuitas que abordan la convivencia entre humanos, animales y la naturaleza. El 30 de septiembre, los medios de comunicación de Corea informaron que Suho fue elegido como embajador promocional del 4° Festival Internacional de Cine de Macao (IFFAM) y asistió como tal al Festival Internacional de Cine de Busan el 3 de octubre. El 17 de octubre, se estrenó la película The Present, protagonizada por Suho, Shin Ha-joon, Kim Se-kyung y Ryu Jun-bin.
En enero de 2020, comenzó la emisión del webdrama How Are U Bread, donde Suho actuó junto a Lee Se-young. Además, Suho también participó interpretando la banda sonora del drama titulada «Sedansogu», que es un acrónimo que significa «El más precioso y único en el mundo, tú». El 19 de febrero, los medios surcoreanos informaron que Suho lanzaría su primer álbum en solitario en marzo y haría su debut como solista. Su primer álbum, Self-Portrait, fue lanzado el 30 de marzo. El 4 de mayo, se anunció que Suho se alistaría para su servicio militar obligatorio el 14 de mayo como oficial de servicio público. Fue dado de alta el 13 de febrero de 2022.
El 10 de marzo de 2022 se confirmó que Suho lanzaría su segundo min álbum Grey Suit y su tema principal de igual nombre el 4 de abril. Fue su primer lanzamiento tras su alta del servicio militar.
El 23 de ocutubre la actriz y cantante tailandesa Mew Suppasit sacó su single "Turn Off The Alarm" junto a Suho. El 27 de octubre, Suho lanzó "Call me a Freak", un single para la banda sonora oficial de la serie coreana Bad Prosecutor, que protagoniza su compañero de grupo D.O.
En marzo de 2023 se reveló que Suho había sido elegido para el papel principal en la producción musical surcoreana Mozart!, que se presentaría desde junio hasta agosto del mismo año en el Sejong Center de Seúl. En agosto Suho participó en Behind Your Touch de JTBC como uno de los actores principales. También hizo un cameo en el último episodio de la última temporada de Arthdal Chronicles de tvN el 23 de octubre de 2023.
En enero de 2024 se confirmó que Suho protagonizaría Missing Crown Prince de MBN, que se lanzó el 13 de abril de 2024. También grabó la canción "Love You More Gradually" (coreano: 아스라이, 더 가까이) para la banda sonora de la serie.. En mayo de 2024 Suho anunció su tercer EP titulado 1 to 3 junto con dos temas principales principales: uno con igual título y Cheese con su compañera de agencia Wendy, que se lanzaron el 31 de mayo.

## Imagen pública
En marzo de 2016, durante una conferencia de prensa, Choi Jung-yeol, director de la película One Way Trip, explicó su decisión de elegir a Suho como la estrella principal. Mencionó: «Tenía el deseo ambicioso de seleccionar a un actor que pudiera representar un futuro prometedor para el cine coreano. Si iba a lanzar una estrella, quería desafiar la imagen convencional que normalmente tiene esa estrella. En el caso de Jun-myeon (Suho), se ajustaba a mis criterios, pero me preocupaba si los espectadores aceptarían a Suho como Sang-woo, dado que el personaje tenía un trasfondo humilde mientras que Suho era conocido por ser llamativo, elegante y un ídolo para sus seguidores». Durante julio, septiembre y noviembre de 2016, Gallup Korea llevó a cabo una encuesta nacional (excluyendo a Jeju) llamada «Top 10 Artists» y «Top 20 Idols». En esta encuesta, se invitó a 1500 personas de entre 13 y 29 años a nombrar a sus artistas favoritos. Suho quedó en la posición número 19 con el 2,2% de los votos. En junio de 2018, el Instituto de Investigación de Negocios de Corea reveló el ranking de reputación de los actores de dramas. Este ranking fue determinado mediante un análisis de datos que incluían la cobertura mediática, la participación, la interacción y los índices comunitarios de 100 actores que aparecieron en dramas entre el 11 de mayo y el 12 de junio de 2018. En este estudio, Suho ocupó el puesto número 25.

### Filantropía
En enero de 2016, Suho se unió a otros artistas de SM Entertainment en la campaña «Make a Promise», organizada por Unicef y Louis Vuitton. Esta campaña destinó el 40% de los recursos donados a través de Unicef para ayudar a los niños más necesitados.

### Controversias
Durante la tercera gira de EXO, se usaron imágenes de los integrantes superpuestas en figuras históricas de diferentes naciones para un vídeo introductorio. Sin embargo, surgieron críticas cuando se descubrió que el rostro de Suho estaba en el retrato del príncipe Lee Woo (conocido como Yi Wu), un miembro de la familia imperial coreana durante la ocupación japonesa de Corea (1910-1945). Aunque esta imagen se mostró en todos las presentaciones de EXO, muchos consideraron inapropiado que no se eliminara para la presentación en Japón el 14 de agosto de 2016, un día antes del Día de la Independencia de Corea.

## Discografía

### EPs
| Título                                                                                 | Detalles | Mejor posición | Mejor posición | Mejor posición | Mejor posición | Mejor posición | Ventas                                                        | Certificaciones |
| Título                                                                                 | Detalles | COR            | JPN            | JPN            | EUA            | POL            | Ventas                                                        | Certificaciones |
| -------------------------------------------------------------------------------------- | --- | -------------- | -------------- | -------------- | -------------- | -------------- | ------------------------------------------------------------- | --------------- |
| Self-Portrait                                                                          | - Lanzamiento: 30 de marzo de 2020 - Discográfica: SM Entertainment - Formato(s): CD, descarga digital, streaming | 1              | 26             | 22             | 13             | 32             | - COR: 290 338 - CHN: 128 146 - JPN: 2 227 (Fís) - EUA: 1 000 | - KMCA: Platino |
| Grey Suit                                                                              | - Lanzamiento: 4 de abril de 2022 - Discográfica: SM Entertainment - Formato(s): CD, descarga digital, streaming  | 2              | 12             | —              | —              | —              | - COR: 211 107 - JPN: 5052 (Fís)                              | TBA             |
| «–» indica que el lanzamiento no se posicionó en la lista o no se lanzó en esa región. | |                |                |                |                |                |                                                               |                 |

### Sencillos
| Título                                                                                 | Año                    | Mejor posición         | Mejor posición         | Mejor posición         | Ventas                 | Álbum                             |
| Título                                                                                 | Año                    | COR                    | COR                    | EUA                    | Ventas                 | Álbum                             |
| Título                                                                                 | Año                    | Circle                 | Hot 100                | EUA                    | Ventas                 | Álbum                             |
| Como artista principal                                                                 | Como artista principal | Como artista principal | Como artista principal | Como artista principal | Como artista principal | Como artista principal            |
| -------------------------------------------------------------------------------------- | ---------------------- | ---------------------- | ---------------------- | ---------------------- | ---------------------- | --------------------------------- |
| «Let's Love» (사랑, 하자)                                                              | 2020                   | 7                      | 19                     | —                      | —                      | Self-Portrait                     |
| «Grey Suit»                                                                            | 2022                   | —                      | —                      | —                      | —                      | Grey Suit                         |
| «Hurdle»                                                                               | 2022                   | —                      | —                      | —                      | —                      | Grey Suit                         |
| Colaboraciones                                                                         |                        |                        |                        |                        |                        |                                   |
| «My Hero» (나의 영웅) (con Leeteuk, Kassy & Jo Young-soo)                              | 2016                   | 177                    | —                      | —                      | —                      | SM Station Season 1               |
| «Curtain» (커튼) (con Song Young-joo)                                                  | 2017                   | 74                     | —                      | 16                     | - COR: 70 125          | SM Station Season 1               |
| «Do You Have a Moment» (실례해도 될까요) (con Jang Jae-in)                             | 2018                   | 91                     | —                      | —                      | —                      | Sin álbum                         |
| «Dinner» (con Jang Jae-in)                                                             | 2018                   | —                      | —                      | 11                     | —                      | Sin álbum                         |
| «Turn off the Alarm» (con Suppasit Jongcheveevat)                                      | 2022                   | —                      | —                      | —                      | —                      | Global Collaboration Project 2022 |
| Bandas sonoras                                                                         |                        |                        |                        |                        |                        |                                   |
| «Saving Santa» (con Jung Eun-ji)                                                       | 2013                   | —                      | —                      | —                      | —                      | Saving Santa OST                  |
| «Starlight» (낮에 뜨는 별) (feat. Remi)                                                | 2017                   | —                      | —                      | —                      | —                      | The Universe's Star OST           |
| «Beautiful Accident» (con Chen)                                                        | 2017                   | —                      | —                      | —                      | —                      | Beautiful Accident OST            |
| «Sedansogu» (세단소그)                                                                 | 2020                   | —                      | —                      | —                      | —                      | How Are U Bread OST               |
| «Call Me a Freak»                                                                      | 2022                   | —                      | —                      | —                      | —                      | Bad Prosecutor OST                |
| «–» indica que el lanzamiento no se posicionó en la lista o no se lanzó en esa región. |                        |                        |                        |                        |                        |                                   |

### Otras canciones
| Título                                                                                 | Año  | Mejor posición | Mejor posición | Ventas        | Álbum                              |
| Título                                                                                 | Año  | COR            | COR            | Ventas        | Álbum                              |
| Título                                                                                 | Año  | Gaon           | Billboard      | Ventas        | Álbum                              |
| -------------------------------------------------------------------------------------- | ---- | -------------- | -------------- | ------------- | ---------------------------------- |
| «Beautiful»                                                                            | 2014 | 75             | —              | - COR: 18 675 | Exology Chapter 1: The Lost Planet |
| «Playboy»                                                                              | 2019 | —              | —              | —             | Exo Planet #4 - The Elyxion [dot]  |
| «O2»                                                                                   | 2020 | 91             | 39             | —             | Self-Portrait                      |
| «Made in You»                                                                          | 2020 | 75             | 35             | —             | Self-Portrait                      |
| «Starry Night» (암막 커튼)                                                             | 2020 | 100            | 43             | —             | Self-Portrait                      |
| «Self-Portrait» (자화상)                                                               | 2020 | 88             | 38             | —             | Self-Portrait                      |
| «For You Now» (너의 차례) (feat. Younha)                                               | 2020 | 87             | 42             | —             | Self-Portrait                      |
| «Morning Star»                                                                         | 2022 | —              | —              | —             | Grey Suit                          |
| «Decanting»                                                                            | 2022 | —              | —              | —             | Grey Suit                          |
| «Bear Hug» (이리 溫)                                                                   | 2022 | —              | —              | —             | Grey Suit                          |
| «Moment» (75분의 1초)                                                                  | 2022 | —              | —              | —             | Grey Suit                          |
| «–» indica que el lanzamiento no se posicionó en la lista o no se lanzó en esa región. |      |                |                |               |                                    |

### Composiciones
| Canción               | Año  | Álbum         | Artista           | Letras     | Letras                                                                                             |
| Canción               | Año  | Álbum         | Artista           | Acreditado | Con                                                                                                |
| --------------------- | ---- | ------------- | ----------------- | ---------- | -------------------------------------------------------------------------------------------------- |
| «Do You Have A Momen» | 2018 | Sin álbum     | Suho y JangJae-in | Yes        | Jang Jae-in, Kouame Jean Baptiste, Gerongco Robert Tigley, Gerongco Samuel Tigley, Aless Ria Iorio |
| «Dinner»              | 2018 | Sin álbum     | Suho y JangJae-in | Yes        | Jang Jae-in                                                                                        |
| «O2»                  | 2020 | Self-Portrait | Él mismo          | Yes        | DJ HotBoyzZz (Cliff Lin, Ryan Colt Levy, Bryan Cho)                                                |
| «Let's Love»          | 2020 | Self-Portrait | Él mismo          | Yes        | Noday, Aisle, Park Moon-chi                                                                        |
| «Made In You»         | 2020 | Self-Portrait | Él mismo          | Yes        | minGtion, Junny                                                                                    |
| «Starry Night»        | 2020 | Self-Portrait | Él mismo          | Yes        | Jo Yoon-kyung                                                                                      |
| «Self-Portrait»       | 2020 | Self-Portrait | Él mismo          | Yes        | B-Rock (Clef), J-Lin (Clef), Albn (Clef), Clef Crew                                                |
| «For You Now»         | 2020 | Self-Portrait | Él mismo          | Yes        | Bang Hye-hyun (Jam Factory), Junny                                                                 |
| «Morning Star»        | 2022 | Grey Suit     | Él mismo          | Yes        | Noday, Gila, Park Moonchi                                                                          |
| «Grey Suit»           | 2022 | Grey Suit     | Él mismo          | Yes        | Jo Yoon-kyung                                                                                      |
| «Hurdle»              | 2022 | Grey Suit     | Él mismo          | Yes        | Gila, Noday, Aisle, Park Moon-chi                                                                  |
| «Decanting»           | 2022 | Grey Suit     | Él mismo          | Yes        | Bymore, John OFA Rhee, Oiaisle                                                                     |
| «Bear Hug»            | 2022 | Grey Suit     | Él mismo          | Yes        | Bymore, Rhee, Aisle                                                                                |
| «Moment»              | 2022 | Grey Suit     | Él mismo          | Yes        | Moon Seol-ri                                                                                       |

## Filmografía

### Películas
| Título                    | Año  | Papel                         | Nota(s)                        |
| ------------------------- | ---- | ----------------------------- | ------------------------------ |
| Attack on the Pin-Up Boys | 2007 | Miembro de la banda de Yesung | Cameo                          |
| Saving Santa              | 2013 | Bernard                       | Doblaje coreano                |
| SMTown: The Stage         | 2015 | Él mismo                      | Película biográfica de SM Town |
| One Way Trip              | 2016 | Sang-woo                      | Papel protagónico              |
| Student A                 | 2018 | Hyun Jae-hee                  | Papel protagónico              |
| The Gift                  | 2019 | Ha-neul                       | Papel protagónico              |

### Series de televisión
| Título               | Año  | Cadena   | Papel         | Nota(s)                        | Ref.   |
| -------------------- | ---- | -------- | ------------- | ------------------------------ | ------ |
| To the Beautiful You | 2012 | SBS      | Él mismo      | Cameo en el episodio 2 con EXO | [ 88 ] |
| Prime Minister and I | 2014 | KBS2     | Han Tae-woong | Cameo en los episodios 10-12   | [ 89 ] |
| EXO Next Door        | 2015 | Naver TV | Suho          | Papel ficticio de sí mismo     |        |
| The Universe's Star  | 2017 | MBC      | Woo-joo       | Papel protagónico              | [ 90 ] |
| Rich Man             | 2018 | MBN      | Lee Yoo-chan  | Papel protagónico              | [ 91 ] |
| How Are U Bread      | 2020 | Seezn    | Han Do-woo    | Papel protagónico              | [ 92 ] |
| Con tacto especial   | 2023 | JTBC     | Kim Seon-woo  | Papel protagónico              | [ 93 ] |
| Arthdal Chronicles   | 2023 | TVN      |               | Cameo en el episodio 2         | [ 94 ] |
| Missing Crown Prince | 2024 | MBN      | Yi Geon       | Papel protagónico              | [ 95 ] |

### Programas de variedades
| Título              | Año  | Cadena                    | Nota(s)                      |
| ------------------- | ---- | ------------------------- | ---------------------------- |
| Fluttering India    | 2015 | KBS                       | Elenco regular               |
| King of Mask Singer | 2015 | MBC                       | Cameo en los episodios 17-18 |
| Duet Song Festival  | 2016 | MBC                       | Competidor en el episodio 10 |
| Korea From Above    | 2017 | Mountain TV Naver TV Cast | Narrador                     |
| Busted! 3           | 2021 | Netflix                   | Invitado                     |

## Teatro
| Título             | Año     | Papel                   | Nota(s)                              |
| ------------------ | ------- | ----------------------- | ------------------------------------ |
| School Oz          | 2015    | Hans                    | Musical holográfico; papel principal |
| The Last Kiss      | 2017    | Príncipe Rudolf         | Papel principal                      |
| The Man Who Laughs | 2018-20 | Gwynplaine              | Papel principal                      |
| Mozart!            | 2023    | Wolfgang Amadeus Mozart | Papel principal                      |

## Premios y nominaciones
| Premio                                     | Año  | Categoría                       | Trabajo nominado     | Resultado | Ref(s). |
| ------------------------------------------ | ---- | ------------------------------- | -------------------- | --------- | ------- |
| 52nd Baeksang Arts Awards                  | 2016 | Most Popular Actor (Movie)      | One Way Trip         | Nominado  |         |
| Click!StarWars TheFactNews Year-End Awards | 2016 | Popular K-pop Star              | Él mismo             | Ganador   | [ 101 ] |
| 3rd Asia Artist Awards                     | 2018 | Best Actor                      | Él mismo             | Nominado  | [ 102 ] |
| 7th Yegreen Musical Awards                 | 2018 | Best New Actor                  | The Man Who Laughs   | Nominado  | [ 103 ] |
| 7th Yegreen Musical Awards                 | 2018 | Popularity Award (Actor)        | The Man Who Laughs   | Ganador   | [ 104 ] |
| Melon Music Awards                         | 2018 | Hot Trend Award (con Jane Jang) | Do You Have a Moment | Ganadores | [ 105 ] |
| Stagetalk Audience Choice Awards           | 2018 | Best New Musical Actor          | The Man Who Laughs   | Ganador   | [ 106 ] |
| Asia Culture Awards                        | 2019 | Best New Male Actor             | The Man Who Laughs   | Ganador   | [ 107 ] |
| 3rd Korea Music Awards                     | 2019 | Daesang Award                   | The Man Who Laughs   | Ganador   | [ 108 ] |